# Treplin
Treplin è un comune di  362 abitanti  del Brandeburgo, in Germania.

Appartiene al circondario (Landkreis) del Märkisch-Oderland (targa MOL) ed è parte della comunità amministrativa (Amt) di Lebus.